# Arnold II. von Leiningen
Arnold II. von Leiningen war Bischof von Speyer von 1124 bis 1126.
Arnold II. von Leiningen stammte aus der Familie von Leiningen, die mit Heinrich von Leiningen und Emich von Leiningen später weitere Speyerer Bischöfe stellte. Seine Zeit als Bischof dauerte nur wenige Jahre.